# شرکت تنباکو پاکستان
شرکت تنباکو پاکستان (انگلیسی: Pakistan Tobacco Company) شرکت دخانیات پاکستانی است، که در سال ۱۹۴۷ توسط بریتیش امریکن توباکو تأسیس شد.